# Aljezur
Aljezur – miejscowość w Portugalii, leżąca w dystrykcie Faro, w regionie Algarve w podregionie Algarve. Miejscowość jest siedzibą gminy o tej samej nazwie.

## Zabytki
- ruiny zamku Maurów z X wieku z zachowanymi wieżami i zbiornikiem na wodę

## Demografia
| Liczba ludności gminy Aljezur (1801–2011) | Liczba ludności gminy Aljezur (1801–2011) | Liczba ludności gminy Aljezur (1801–2011) | Liczba ludności gminy Aljezur (1801–2011) | Liczba ludności gminy Aljezur (1801–2011) | Liczba ludności gminy Aljezur (1801–2011) | Liczba ludności gminy Aljezur (1801–2011) | Liczba ludności gminy Aljezur (1801–2011) | Liczba ludności gminy Aljezur (1801–2011) | Liczba ludności gminy Aljezur (1801–2011) |
| ----------------------------------------- | ----------------------------------------- | ----------------------------------------- | ----------------------------------------- | ----------------------------------------- | ----------------------------------------- | ----------------------------------------- | ----------------------------------------- | ----------------------------------------- | ----------------------------------------- |
| 1801                                      | 1849                                      | 1900                                      | 1930                                      | 1960                                      | 1981                                      | 1991                                      | 2001                                      | 2004                                      | 2011                                      |
| 1 790                                     | 2 780                                     | 5 053                                     | 6 977                                     | 8 139                                     | 5 059                                     | 5 006                                     | 5 288                                     | 5 322                                     | 5 884                                     |

## Sołectwa
Sołectwa gminy Aljezur (ludność wg stanu na 2011 r.):
- Aljezur – 3365 osób
- Bordeira – 432 osoby
- Odeceixe – 961 osób
- Rogil – 1126 osób